# Stack trace
Stack trace (z ang. dosł. ślad stosu) – lista aktywnych ramek stosu w pewnym momencie działania aplikacji. Nazywana także zrzutem stosu.
Programiści często używają listy ramek stosu podczas debugowania. Użytkownicy końcowi mogą czasami zobaczyć listę ramek stosu jako część informacji o błędzie, którą mogą przekazać programiście.
Dzięki liście ramek stosu można śledzić ciąg zagnieżdżonych funkcji. Można także wskazywać miejsce, w którym został rzucony wyjątek. Może pokazywać listę nazw funkcji oraz numery linii prowadzące do miejsca, gdzie lista została wygenerowana, np. miejsca wyrzucenia wyjątku.
Przykład wyświetlenia listy ramek stosu w języku JavaScript:
```
function
 
foo
()
 
{
 
bar
();
 
}

function
 
bar
()
 
{
 
baz
();
 
}

function
 
baz
()
 
{
 
quux
();
 
}

try
 
{

    
foo
();

}
 
catch
(
e
)
 
{

    
console
.
log
(
e
.
stack
);
 

}

```

W przeglądarce Google Chrome wewnątrz narzędzia developer tool wynikiem będzie lista ramek stosu:
```
ReferenceError: quux is not defined
    at baz (http://localhost/stacktrace.html:6:18)
    at bar (http://localhost/stacktrace.html:5:18)
    at foo (http://localhost/stacktrace.html:4:18)
    at http://localhost/stacktrace.html:9:5

```